# 卡爾頓 (紐約州)
卡爾頓（英語：Carlton）是一個位於美國紐約州奧爾良縣的鎮。

## 人口
根據2020年美國人口普查的數據，卡爾頓的面積為115.02平方千米，當中陸地面積為142.94平方千米，而水域面積為0.07平方千米。當地共有人口2835人，而人口密度為每平方千米25人。